# Ghost in the Shell: Stand Alone Complex
Ghost in the Shell: Stand Alone Complex (攻殻機動隊 STAND ALONE COMPLEX?, Kōkaku kidōtai Stand Alone Complex) è una serie televisiva anime facente parte del franchise di Ghost in the Shell creato da Masamune Shirow. Rispetto alla serie principale, Stand Alone Complex è ambientato in un universo alternativo, caratterizzato tuttavia dalla presenza dello stesso cast di protagonisti.
La serie è stata prodotta da Production I.G e diretta da Kenji Kamiyama. I primi 26 episodi sono stati trasmessi in Giappone su Nippon Television dal 1º ottobre 2002 al 25 marzo 2003. Una seconda stagione intitolata Ghost in the Shell: Stand Alone Complex - 2nd GIG (攻殻機動隊 S.A.C. 2nd GIG?, Kōkaku kidōtai Stand Alone Complex - 2nd GIG), sempre di 26 episodi, è andata in onda dal 1º gennaio 2004 al 7 gennaio 2005.
Il film anime Ghost in the Shell: S.A.C. Solid State Society del 2006 funge da chiusura alla serie. Un ulteriore sequel è rappresentato dall'original net anime Ghost in the Shell: SAC 2045 del 2020. La serie è stata adattata a sua volta in manga, videogiochi e light novel.

## Trama
Nel 2030 una divisione speciale della polizia giapponese, la Sezione 9 di Pubblica Sicurezza, affronta casi legati alle tecnologie robotiche, mediche e informatiche, che hanno conosciuto uno sviluppo e una convergenza senza precedenti nella prima metà del XXI secolo. Potenziamenti, cervelli e interi corpi artificiali estendono le capacità fisiche umane e riducono la comunicazione al pensiero, ma sono al contempo usati per azioni spionistiche, terroristiche e dimostrative, in cui i mass media sono usati come un palcoscenico in cui si riducono i crimini a prodotto, e i criminali in eroi. La vicenda segue il caso di un abilissimo hacker, il "Laughing Man", alle prese con rapimenti, informazioni segrete riguardanti le cure per la sclerosi del cervello artificiale, squadre armate e politici corrotti. Alcuni episodi non vi fanno proprio riferimento, o ve ne fanno in modo molto superficiale, e si concentrano su storie svincolate o sull'approfondimento delle caratteristiche e della storia dei vari personaggi, soprattutto Motoko Kusanagi, Bato, Togusa e Aramaki.
Nella seconda stagione la Sezione 9 ricomincia la propria lotta ai complotti dopo essere stata ricostituita (era stata sciolta al termine della precedente serie). La serie mostra intrecci diplomatici, azione, riflessioni di natura filosofica, sociale e politica, il tutto attorno a un nuovo caso principale: l'indagine sugli Undici Individuali e sulle loro gesta apparentemente prive di senso.
La stagione è incentrata sulla questione dei profughi delle precedenti due guerre mondiali (la terza e la quarta), che si sono ghettizzati all'interno di un'isola artificiale (Dejima), creando le premesse di quella che si sospetta possa essere un'insurrezione per la conquista della propria indipendenza dal Giappone. Il loro comandante militare e spirituale è Kuze Hideo, un cyborg con un corpo artificiale ad elevate prestazioni, molto simile a quello del maggiore Motoko Kusanagi. Si scopre che i due in realtà si sono conosciuti molto piccoli e che la presenza del maggiore abbia aiutato Kuze a scegliere di sostituire il proprio corpo con uno artificiale (a causa di una quasi totale paralisi del corpo che gli permetteva di muovere solo una mano, con cui faceva origami di gru). Tutta la vicenda dei profughi è magistralmente architettata dal capo del servizio informazioni, Kazundo Gōda, per creare una sorta di complotto a livello internazionale (che vede coinvolto anche l'Impero americano) finalizzato alla militarizzazione dello stato e ad assumerne il controllo.

## Media

### Anime
Stand Alone Complex è stato prodotto da Production I.G e diretto da Kenji Kamiyama. I primi 26 episodi sono stati trasmessi in Giappone su Nippon Television dal 1º ottobre 2002 al 25 marzo 2003. Una seconda stagione sottotitolata 2nd GIG, sempre di 26 episodi, è andata in onda dal 1º gennaio 2004 al 7 gennaio 2005. Un tipico giorno da Tachikoma (タチコマな日々?, Tachikoma na hibi) è una serie di storie brevi presenti alla fine di ogni puntata di Stand Alone Complex. In queste scene i robot Tachikoma si riuniscono in uno spazio bianco (eccetto per i vari elementi che di tanto in tanto compaiono in funzione della sceneggiatura), per dare vita a siparietti ironici e scanzonati, in cui a volte, discutono dell'andamento della puntata a cui fanno seguito.
L'adattamento italiano della serie è stato curato da Panini Video e distribuito in 12 DVD tra il 2006 e il 2007.

#### Stand Alone Complex
| Nº | Titolo italiano Giapponese 「Kanji」 - Rōmaji | In onda          | In onda |
| Nº | Titolo italiano Giapponese 「Kanji」 - Rōmaji | Giapponese       |         |
| 1  | Sezione 9, pubblica sicurezza 「公安9課 SECTION-9」 - Kōan Kyūka SECTION-9                                                                             | 1º ottobre 2002  |         |
| 2  | Dimostrazione fuori controllo 「暴走の証明 TESTATION」 - Bōsō no shōmei TESTATION                                                                      | 8 ottobre 2002   |         |
| 3  | Una piccola ribellione 「ささやかな反乱 ANDROID AND I」 - Sasayaka na hanran ANDROID AND I                                                             | 15 ottobre 2002  |         |
| 4  | Dispositivi ottici che ridono 「視覚素子は笑う INTERCEPTER」 - Shikaku soshi wa warau INTERCEPTER                                                      | 22 ottobre 2002  |         |
| 5  | Un'esca che canta 「マネキドリは謡う DECOY」 - Manekidori wa utau DECOY                                                                                | 29 ottobre 2002  |         |
| 6  | L'imitatore che balla 「模倣者は踊る MEME」 - Mohōsha wa odoru MEME                                                                                    | 5 novembre 2002  |         |
| 7  | Venerare gli idoli 「偶像崇拝 IDOLATER」 - Gūzō sūhai IDOLATER                                                                                         | 12 novembre 2002 |         |
| 8  | Persone fortunate 「恵まれし者たち MISSING HEARTS」 - Megumareshi monotachi MISSING HEARTS                                                             | 19 novembre 2002 |         |
| 9  | L'uomo che vive nelle tenebre della rete 「ネットの闇に棲む男 CHAT! CHAT! CHAT!」 - Net no yami ni sumu otoko CHAT! CHAT! CHAT!                        | 26 novembre 2002 |         |
| 10 | Il giorno perfetto per una crociera nella giungla 「密林航路にうってつけの日 JUNGLE CRUISE」 - Mitsurin kōro ni uttetsuke no hi JUNGLE CRUISE          | 3 dicembre 2002  |         |
| 11 | Nel bosco delle immagini 「亜成虫の森で PORTRAITZ」 - Aseichū no mori de PORTRAITZ                                                                     | 10 dicembre 2002 |         |
| 12 | Fuga da casa di un Tachikoma - I sogni di un regista 「タチコマの家出 映画監督の夢 ESCAPE FROM」 - Tachikoma no iede, eiga kantoku no Yume ESCAPE FROM | 17 dicembre 2002 |         |
| 13 | Terroristi ≠ 「≠テロリスト NOT EQUAL」 - Unequal Terrorist NOT EQUAL                                                                                   | 24 dicembre 2002 |         |
| 14 | Capitalismo automatizzato 「全自動資本主義 ¥€$」 - Zenjidō shihonshugi ¥€$                                                                             | 31 dicembre 2002 |         |
| 15 | Il tempo delle macchine 「機械たちの時間 MACHINES DESIRANTES」 - Kikaitachi no jikan MACHINES DESIRANTES                                               | 7 gennaio 2003   |         |
| 16 | Un vuoto nel cuore 「心の隙間 Ag2O」 - Kokoro no sukima Ag2O                                                                                           | 14 gennaio 2003  |         |
| 17 | La verità dietro a un'incompiuta storia d'amore 「未完成ラブロマンスの真相 ANGELS' SHARE」 - Mikansei Love Romance no shinsō ANGELS' SHARE             | 21 gennaio 2003  |         |
| 18 | Coppia di assassini 「暗殺の二重奏 LOST HERITAGE」 - Ansatsu no nijūsō LOST HERITAGE                                                                   | 28 gennaio 2003  |         |
| 19 | Stretto in una morsa invisibile 「偽装網に抱かれて CAPTIVATED」 - Gisōmō ni dakarete CAPTIVATED                                                        | 4 febbraio 2003  |         |
| 20 | Il farmaco scomparso 「消された薬 RE-VIEW」 - Kesareta kusuri RE-VIEW                                                                                  | 11 febbraio 2003 |         |
| 21 | Una traccia da seguire 「置き去りの軌跡 ERASER」 - Okizari no kiseki ERASER                                                                            | 18 febbraio 2003 |         |
| 22 | Caso di corruzione 「疑獄 SCANDAL」 - Gigoku SCANDAL                                                                                                   | 25 febbraio 2003 |         |
| 23 | Oltre il bene ed il male 「善悪の彼岸 EQUINOX」 - Zen'aku no higan EQUINOX                                                                             | 4 marzo 2003     |         |
| 24 | Il giorno della caduta del castello solitario 「孤城落日 ANNIHILATION」 - Kojō rakujitsu ANNIHILATION                                                  | 11 marzo 2003    |         |
| 25 | Fumo di cannoni sotto una pioggia di proiettili 「硝煙弾雨 BARRAGE」 - Shōendan'u BARRAGE                                                              | 18 marzo 2003    |         |
| 26 | Sezione 9, pubblica sicurezza. Rifondazione 「公安9課，再び STAND ALONE COMPLEX」 - Kōan Kyūka, futatabi STAND ALONE COMPLEX                           | 25 marzo 2003    |         |

#### 2nd GIG

Il maggiore Motoko Kusanagi in Stand Alone Complex - 2nd GIG

| Nº | Titolo italiano Giapponese 「Kanji」 - Rōmaji                                                                            | In onda          | In onda |
| Nº | Titolo italiano Giapponese 「Kanji」 - Rōmaji                                                                            | Giapponese       |         |
| 27 | Riattivazione 「再起動 REEMBODY」 - Saikidō REEMBODY                                                                     | 1º gennaio 2004  |         |
| 28 | Io che mangio a sazietà 「飽食の僕 NIGHT CRUISE」 - Hōshoku no shimobe NIGHT CRUISE                                      | 1º gennaio 2004  |         |
| 29 | Sabato notte e domenica mattina 「土曜の夜と日曜の朝 CASH EYE」 - Doyō no yoru to nichiyō no asa CASH EYE                | 7 febbraio 2004  |         |
| 30 | Nemico naturale 「天敵 NATURAL ENEMY」 - Tenteki NATURAL ENEMY                                                           | 7 febbraio 2004  |         |
| 31 | Individui con un movente 「動機ある者たち INDUCTANCE」 - Dōki aru monotachi INDUCTANCE                                   | 6 marzo 2004     |         |
| 32 | Fonte di calore latente 「潜在熱源 EXCAVATION」 - Senzai netsugen EXCAVATION                                             | 6 marzo 2004     |         |
| 33 | Folli ideologie indagini su un paese perduto 「狂想は亡国の調べ Pu239」 - Kyōsō wa bōkoku no shirabe Pu239               | 3 aprile 2004    |         |
| 34 | Cena vegetariana 「素食の晩餐 FAKE FOOD」 - Soshoku no bansan FAKE FOOD                                                  | 3 aprile 2004    |         |
| 35 | Una speranza chiamata disperazione 「絶望という名の希望 AMBIVALENCE」 - Zetsubō to iu na no kibō AMBIVALENCE             | 8 maggio 2004    |         |
| 36 | Un uomo che può impazzire 「イカレルオトコ TRIAL」 - Ikareru otoko TRIAL                                                 | 8 maggio 2004    |         |
| 37 | Labirinto d'erba 「草迷宮 affection」 - Kusa meikyū AFFECTION                                                            | 5 giugno 2004    |         |
| 38 | Per gli uomini che non hanno nemmeno un nome 「名も無き者へ SELECON」 - Na mo naki mono e SELECON                        | 5 giugno 2004    |         |
| 39 | Volto 「顔 MAKE UP」 - Kao MAKE UP                                                                                       | 3 luglio 2004    |         |
| 40 | Sta’ attento all'occhio sinistro 「左眼に気をつけろ POKER FACE」 - Hidarime ni ki o tsukero POKER FACE                   | 3 luglio 2004    |         |
| 41 | Il pomeriggio delle macchine 「機械たちの午後 PAT.」 - Kikaitachi no gogo PAT.                                           | 7 agosto 2004    |         |
| 42 | La storia di un uomo 「そこにいること ANOTHER CHANCE」 - Soko ni iru koto ANOTHER CHANCE                                 | 7 agosto 2004    |         |
| 43 | Il rapporto tra madre e figlio 「修好母子 RED DATA」 - Shūkō boshi RED DATA                                              | 4 settembre 2004 |         |
| 44 | Il poema dell'angelo 「天使の詩 TRANS PARENT」 - Tenshi no uta TRANS PARENT                                              | 4 settembre 2004 |         |
| 45 | Reazione a catena di simmetria 「相対の連鎖 CHAIN REACTION」 - Sōtai no rensa CHAIN REACTION                             | 2 ottobre 2004   |         |
| 46 | Disordini al confine nord 「北端の混迷 FABRICATE FOG」 - Hokutan no konmei FABRICATE FOG                                 | 2 ottobre 2004   |         |
| 47 | Disfatta 「敗走 EMBARRASSMENT」 - Haisō EMBARRASSMENT                                                                    | 6 novembre 2004  |         |
| 48 | La città abbandonata 「無人街 REVERSAL PROCESS」 - Mujingai REVERSAL PROCESS                                             | 6 novembre 2004  |         |
| 49 | Il giorno in cui il ponte crollò 「橋が落ちる日 MARTIAL LAW」 - Hashi ga ochiru hi MARTIAL LAW                           | 4 dicembre 2004  |         |
| 50 | Incursione aerea su Dejima 「出島、空爆 NUCLEAR POWER」 - Dejima, kūbaku NUCLEAR POWER                                   | 4 dicembre 2004  |         |
| 51 | Oltre il paradiso 「楽園の向こうへ THIS SIDE OF JUSTICE」 - Rakuen no mukō e THIS SIDE OF JUSTICE                        | 8 gennaio 2005   |         |
| 52 | Ritorno ad una nazione con un futuro incerto - GIG infinito 「憂国への帰還 ENDLESS∞GIG」 - Yūkoku e no kikan ENDLESS∞GIG | 8 gennaio 2005   |         |

### Colonna sonora
La colonna sonora di Stand Alone Complex è stata composta da Yōko Kanno. È stata pubblicata in diverse raccolte: Ghost in the Shell: Stand Alone Complex OST, Ghost in the Shell: Stand Alone Complex OST 2 e Ghost in the Shell: Stand Alone Complex OST 3.
Le sigle di apertura sono:
- Inner Universe (prima stagione), cantata da Origa, testo di Origa e Shanti Snyder, musica di Yōko Kanno
- Rise (primi 25 episodi della seconda stagione), musica di Yōko Kanno, testi di Tim Jensen e Origa, cantata da Origa
- I Do (episodio 26 della seconda stagione), musica di Yōko Kanno, testi di Ilaria Graziano, cantata da Ilaria Graziano

Le sigle di chiusura sono:
- Lithium Flower (prima stagione), cantata da Scott Matthew, testo di Tim Jensen, musica di Yōko Kanno
- Living Inside the Shell (primi 25 episodi della seconda stagione), musica di Yōko Kanno, testi di Shanti Snyder, cantata da Steve Conte
- Christmas in the Silent Forest (episodio 26 della seconda stagione), musica di Yōko Kanno, testi di Shanti Snyder, cantata da Ilaria Graziano

### Manga
L'anime è stato adattato in due manga. Stand Alone Complex è un adattamento della prima stagione. Scritto e disegnato da Yū Kinutani, è stato pubblicato da Kōdansha su Young Magazine dal 2009 al 2012 e poi raccolto in cinque volumi tankōbon. Ghost in the Shell: Stand Alone Complex - The Laughing Man (攻殻機動隊 STAND ALONE COMPLEX ~The Laughing Man~?) adatta invece la seconda stagione. È stato realizzato sempre da Yū Kinutani, pubblicato da Kōdansha sulla rivista online Manga Box dal 2013 al 2016 e raccolto in quattro volumi.

### Videogiochi
Sono stati prodotti anche tre videogiochi tie-in. Ghost in the Shell: Stand Alone Complex è un videogioco d'azione sviluppato da Cavia e distribuito in Giappone da Sony e nel resto del mondo da Bandai per PlayStation 2. Un sequel intitolato Ghost in the Shell: Stand Alone Complex - Kariudo no ryōiki (攻殻機動隊 STAND ALONE COMPLEX -狩人の領域-?, Kōkaku kidōtai: Sutando Arōn Konpurekkusu - Kariudo no ryōiki) e sviluppato da G-Artists venne pubblicato nel 2005 per PlayStation Portable e distribuito internazionalmente con il titolo di Ghost in the Shell: Stand Alone Complex. Ghost in the Shell: Stand Alone Complex - First Assault Online (攻殻機動隊ONLINE?), sviluppato dalla coreana Neople e distribuito da Nexon per Microsoft Windows, segna il tentativo di creare uno sparatutto online free-to-play dedicato alla serie. Il gioco è stato reso disponibile da fine 2015, prima in accesso anticipato e poi in versione beta, ma nel 2017 è stato interrotto a causa dell'insoddisfazione dei produttori e di conseguenza tutti i server sono stati chiusi.

### Light novel
Una serie di tre light novel contenenti storie autoconclusive ambientate nella continuity di Stand Alone Complex è stata scritta da Jun'ichi Fujisaku e illustrata da Kazuto Nakazawa. I tre volumi sono stati pubblicati da Tokuma Shoten: Kyomu kairo (虚夢回路?) il 21 gennaio 2004, Kogoeru kikai (凍える機械?) il 10 luglio 2004, e Nemuri otoko no kan (眠り男の棺?) il 4 febbraio 2005.